# Hans Mikkelsen Tofte
Hans Mikkelsen Tofte (født 13. december 1825 i Tirslund ved Haderslev, død 3. januar 1917 i Skårup) var en dansk lærer. Han var især kendt som leder af Aagaard Højskole.
Efter at være dimitteret fra seminariet i Lyngby i 1846 var han en række år lærer i Skærbæk i Vestslesvig. I 1851 flyttede han til Flensborg, hvor han blev leder af den danske borgerskole. Tillige blev han udnævnt til degn ved den nyoprettede danske menighed ved Helligåndskirken. Den 28. december 1857 modtog han af kong Frederik 7. Dannebrogordenens sølvkors. Under krigen i 1864 hjalp han de mange danske sårede i byen. I en tid, da mange dansksindede forlod landsdelen og menigheden opløstes, blev han i byen. Men da han tre år senere nægtede at aflægge embedsed til den preussiske konge, blev han afskediget uden pension. Efter afskedigelsen virkede han i den danske landboforening og blev endelig i 1869 leder af Aagaard Højskole ved Oversø syd for Flensborg. Efter at preusserne i 1889 forbød al undervisning på dansk, solgte han 1892 skolen og flyttede over til Fyn, hvor han boede hos sin datter Valborg og svigersønnen. Han døde i 1917. Om sine sidste år berettes, at han ikke ville lade sig klippe, inden håbet om genforeningen ville være opfyldt.
Han var gift med Helene Margrethe Bertelsen fra Djernæs ved Aabenraa. Deres to døtre Helga og Valborg Tofte blev i vinteren 1879 fotograferet for at illustrere Holger Drachmanns digt om de sønderjyske piger, den yngste, siddende iklædt en folkedragt fra øen Før og den ældre, Valborg, stående i en alsinger dragt. Tofte selv blev tegnet af Otto Bache i 1886.